# هورنی میستو
هورنی میستو (به چکی: Horní Město) یک منطقهٔ مسکونی در جمهوری چک است که در شهرستان برونتال واقع شده‌است. هورنی میستو ۳۱٫۶۲ کیلومتر مربع مساحت و ۹۶۸ نفر جمعیت دارد و ۵۵۰ متر بالاتر از سطح دریا واقع شده‌است.